# Stin Avli Tou Paradisou
Stin Avli Tou Paradisou är Despina Vandis senaste studioinspelade album med endast nya låtar. Albumet kom ut år 2004. Medverkande på albumet är även bland annat Thanos Petrelis och Vasili Karra.

## Låtlista
1. Happy End
2. Akatamahiti Elxi
3. Na Ti Xerese
4. Louloudi Mou
5. Pethanes
6. To Proto Mas Fili
7. Prosefhome
8. Axaristi Ki Alitissa
9. I Xorismeni
10. Stin Avli Tou Paradisou
11. Kanto An M'agapas (Med Thanos Petrelis)
12. Outro (Pinasmeni)